# The Toasters
The Toasters is een in 1981 opgerichte Amerikaanse skaband uit New York.

## Geschiedenis
De sleutelfiguur van The Toasters is de Brit Robert Hingley. Hij emigreerde eind jaren '70 naar de Verenigde Staten en formeerde de band in 1981. 
Daarmee was ze een van de eerste bands van de derde skagolf en van bijzondere betekenis voor de ontwikkeling van de latere ska in de Verenigde Staten en de opkomende crossover-stijlrichtingen als ska-punk en skacore. 
Hingley richtte bovendien in 1983 Moon Ska Records op, dat destijds, wereldwijd een van de belangrijkste skalabels zou worden. De band bracht daar de meeste albums op uit. Begin 21e eeuw werd het label ontbonden.  De opvolgers zijn Moon Ska Europe en Megalith Records.
In 1983 bracht de band met Beat Up de eerste single uit. Twee jaar later volgde de demo-ep Recriminations, i.s.m. de beroemde muzikant Joe Jackson, met wie ze vaker zouden samenwerken. In 1987 kwam met Skaboom het debuutalbum van de band uit. Vanaf dan kwam er bijna elk jaar een album en dankzij hun tournees door Europa en Noord-Amerika werden ze een van de bekendste skabands ter wereld.
Weliswaar is het repertoire van The Toasters breed verspreid en bevat het ook traditionele dancehall-nummers, de snelle nummers domineren echter, vaak (in het bijzonder bij liveoptredens) met een onmiskenbare punk-invloed.

## Bezetting
Huidige bezetting VS
- Robert 'Bucket' Hingley (gitaar, zang)
- Larry 'Ace' Snell (drums)
- Tim Karns (basgitaar)
- Chris Rhodes (trombone)
- Buford O'Sullivan (trombone, zang)
- Jeff Richey (saxofoon)
- Dave Barry (keyboards, koor. speelt alleen bij grotere evenementen)
- Jason 'Jah-Son' Nwagbaraocha (basgitaar, zang)

Huidige bezetting Europa
- Robert 'Bucket' Hingley (gitaar, zang)
- Boris Manintveld (drums, zang)
- Adrien de Mieux (basgitaar)
- Tim Düwel (trombone)
- Dirk-jan 'D-j' Heinstra (sax, zang)

Voormalige bezetting (random order)
- Richie 'Dr. Ring-Ding' Senior (trombone)
- Fred 'Rock Steady Freddie' Reiter (saxofoon)
- Rick 'Chunk' Faulkner (trombone)
- Thomas Streutger (saxofoon)
- Brian Sledge (trompet, zang)
- Matthieu Cleijne (basgitaar)
- Remko 'Faya' Korporaal (saxofoon)
- Chapman Sowash (trombone)
- Mike 'Philly' Armstrong (tenorsaxofoon)
- Lionel Bernard (zang)
- Adam 'Prince Beaver' Birch (trombone, trompet)
- Steve 'Big Steve' Carrol (toasting)
- Tim Champeau (trompet)
- John 'Skoidat Sr.' Chapman (saxofoon)
- Mark Darini (basgitaar)
- Sean Dinsmore (zang)
- John Dugan (saxofoon)
- Brian Emrich (basgitaar)
- Gary Eye (percussie)
- Paul 'Spondoolix' Gebhardt (altsaxofoon)
- Donald 'The Kid' Guillaume (drums)
- Greg Grinnell (trompet)
- Ann Hellandsjo (trombone)
- Steve Hex (keyboards)
- Scott Jarvis (drums)
- Dan Jesselsohn (basgitaar)
- Danny Johnson (drums)
- Ivan Katz (drums)
- Andrew 'Jack Ruby Jr.' Lindo (zang, toasting)
- Matt Malles (basgitaar)
- Johnathan 'JMac' McCain (drums, zang)
- Paul 'Mr. Thing' McGovern (saxofoon)
- Teddy McSpade (gitaar)
- Kashu 'Cashew Miles' Myles (zang)
- Marcel Reginatto (altsaxofoon)
- Nilda Richards (trombone)
- Mo Roberts (drums)
- Vicky Ross (basgitaar, zang)
- Jim Seely (trompet)
- Eric E.'E-Man' Storkman (trombone)
- Obi-Ajula 'Coolie Ranx' Ugbomah (zang)
- Dave Waldo (keyboards, zang)
- Pablo D. 'The Professor' Wright (zang)

## Discografie
- 1987: Skaboom (Skaloid)
- 1987: Talk Is Cheap (Moon Records)
- 1987: Pool Shark (Unicorn Records)
- 1988: Thrill Me Up (Moon Records)
- 1990: This Gun for Hire (Moon Records)
- 1991: T-Time (Pork Pie)
- 1992: New York Fever (Moon Records)
- 1993: Live in L. A. (Pork Pie/Vielklang/Moon Records)
- 1994: Dub 56 (Moon Records)
- 1996: Hard Band for Dead (Moon Records)
- 1996: 2-Tone Army (Pork Pie)
- 1997: Don't Let the Bastards Grind You Down (D.L.T.B.G.Y.D.) (Moon Records)
- 1998: Live in London (Moon Ska Europe)
- 2002: Enemy of the System (Asian Man)
- 2003: Live in Brazil (Megalith Records)
- 2003: Rare as Toast (Moon Ska Europe)
- 2003: En Caracas (Radio Pirata Records)
- 2007: One More Bullet (Megalith Records)
- 2009: 2Tone Army (Megalith Records / Party House Records)
- 2023: Men in Underwear (Mad Butcher Records)